# Pagases
Pagases (en grec Παγασές) est une ancienne cité grecque située en Magnésie (région de Thessalie, centre-est de la Grèce), sous l'actuelle Vólos (quartiers Est). Elle servait de port aux villes d'Iolcos et de Phères et a donné son nom au Golfe pagassitique.
C'est de là qu'auraient embarqué les Argonautes.
La ville passa à la Macédoine après la défaite d'Onomarchos. Ses habitants durent quitter la ville pour s'installer à Démétrias quand celle-ci fut fondée en -290, mais Pagases fut restaurée durant la période romano-byzantine et devint une ville importante. Ruinée au IVe siècle par les Goths, au VIe siècle par les Slaves et au VIIIe siècle par les Arabes, elle n'est plus mentionnée ensuite.

## Sources
- David Sacks, Encyclopedia of the Ancient Greek World, rev. dir. par Lisa R. Brody, pp. 140, 347, éd. Facts on File 2005.
- James R. Ashley, The Macedonian Empire: The Era of Warfare under Philip II and Alexander the Great, 359–323 B.C., p. 120, 124–125, 132–133, 361, éd. MacFarland 1998.
- James J. Clauss, The Best of the Argonauts: The Redefinition of the Epic Hero in Book One of Apollonius, p. 88ff, éd. Argonautica 1993 (University of California Press).